# Wolfgang Neß
Wolfgang Neß (* 1949 in Bremerhaven) ist ein deutscher Architekt und Denkmalpfleger.

## Leben
Wolfgang Neß legte 1967 sein Abitur ab und studierte ab 1969 in Bauingenieurwesen an der Technischen Universität Braunschweig. Ab 1973 studierte er an der Technischen Universität Hannover Architektur, unter anderem bei Günther Kokkelink und Cord Meckseper. 1979 machte er sein Diplom mit einer Arbeit über die Baugeschichte der Stadt Burgdorf.
Ab 1980 arbeitete Wolfgang Neß in Hannover am Institut für Denkmalpflege und inventarisierte dort die  Bau- und Kunstdenkmale zunächst der Städte Göttingen und Hannover, erfasste dann auch die zu schützenden Objekte der Landkreise Göttingen, Goslar, Gifhorn, Helmstedt, Emsland, Soltau-Fallingbostel sowie der Stadt Wolfsburg. Seine Arbeiten schlugen sich beispielsweise nieder in den beiden Bänden der Denkmaltopographie Bundesrepublik Deutschland über die niedersächsische Landeshauptstadt Hannover.
Unter den zahlreichen Publikationen von Wolfgang Neß fallen in späterer Zeit insbesondere die Schriften zu Technischen und Industriedenkmalen ins Gewicht. Ab 1983 gehörte er zu der von der Vereinigung der Landesdenkmalpfleger ins Leben gerufenen Arbeitsgruppe Industriedenkmale. Nachdem er 1993 im Denkmalamt eine Sonderzuständigkeit für Technische Denkmale und Industriedenkmalpflege erhalten hatte, widmete er sich rund 15 Jahre ausschließlich der Erkundung und Instandsetzung dieser Denkmale. Von 1998 bis 2000 leitete er ein Forschungsprojekt mit Nachwuchsforschern zur Inventarisierung von Bauten der Eisenbahn mit Bahnhöfen, Betriebsbauten, Brücken und Tunneln. Weitere Betätigungsfelder waren beispielsweise Bauten des Schiffsverkehrs und Versorgungsbauten der Elektrizitäts-, Gas- und Wasserwirtschaft. Zu besonderen Objekten, die von ihm denkmalpflegerisch betreut wurden, gehören Objekte, wie beispielsweise die Kaiser-Wilhelm-Brücke in Wilhelmshaven, die Schwebefähre über die Oste und die Kartoffeldämpfanlage Stöckse.
1984 war Wolfgang Neß Gründungsmitglied des Vereins zur Erhaltung von Baudenkmalen in Wrisbergholzen. Der etwa 20 aktive Mitglieder umfassende Verein beschäftigt sich auf ehrenamtlicher Basis mit der Erhaltung der historischen Gebäude im Gesamtensemble des Schlosses Wrisbergholzen, insbesondere um die ehemals gräfliche Fayence-Manufaktur Wrisbergholzen.
Am 17. Januar 2012 wurde Neß in den Ruhestand verabschiedet.

## Schriften (Auswahl)
- Denkmaltopographie Bundesrepublik Deutschland, Baudenkmale in Niedersachsen, Stadt Hannover. Hrsg.: Hans-Herbert Möller. Friedrich Vieweg & Sohn, Braunschweig / Wiesbaden.
  - 1983, mit Ilse Rüttgerodt-Riechmann, Gerd Weiß und Marianne Zehnpfennig (Bearb.): Teil 1, Band 10.1, ISBN 3-528-06203-7.
  - 1985, mit Ilse Rüttgerodt-Riechmann und Gerd Weiß (Bearb.):
    - Teil 2, Band 10.2, ISBN 3-528-06208-8
    - Addendum Verzeichnis der Baudenkmale gem. § 4 (NDSchG) (ausgenommen Baudenkmale der archäologischen Denkmalpflege), 28 Seiten, Stand 1. Juli 1985, Stadt Hannover. Niedersächsisches Landesverwaltungsamt – Institut für Denkmalpflege
- mit Christine Onnen, Dirk J. Peters: Der Leuchtturm Roter Sand (= Historische Wahrzeichen der Ingenieurbaukunst in Deutschland, Band 7), 1. Auflage. Bundesingenieurkammer, Berlin 2010, ISBN 978-3-941867-06-2; Inhaltsverzeichnis. d-nb.info
- Simone Neteler (Red.), Wolfgang Neß, Rolf Höhmann: Das Industriedenkmal Volkswagenwerk ( = Texte zur Geschichte Wolfsburgs, Band 32), Hrsg.: Stadt Wolfsburg, Institut für Zeitgeschichte und Stadtpräsentation (IZS). ecrivir, Hannover 2010, ISBN 978-3-938769-12-6; Inhaltsverzeichnis. d-nb.info
- mit Christine Onnen, Dirk J. Peters: Die Schwebefähre Osten-Hemmoor ( = Historische Wahrzeichen der Ingenieurbaukunst in Deutschland, Band 4), 2. Auflage. Bundesingenieurkammer, Berlin 2009, ISBN 978-3-941867-02-4; Inhaltsverzeichnis. d-nb.info
- mit Stefan Winghart, Wolfgang Kimpflinger, Reiner Zittlau (Hrsg.): Das Fagus-Werk in Alfeld als Weltkulturerbe der UNESCO. Dokumentation des Antragsverfahrens ( = Arbeitshefte zur Denkmalpflege in Niedersachsen, Heft 39). Niemeyer, Hameln 2011, ISBN 978-3-8271-8039-1; Inhaltsverzeichnis d-nb.info
- mit Rüdiger Hagen: Mühlen in Niedersachsen. Region und Stadt Hannover ( = Arbeitshefte zur Denkmalpflege in Niedersachsen, Band 44), Hrsg.: Niedersächsisches Landesamt für Denkmalpflege. Imhof, Petersberg 2015, ISBN 978-3-7319-0189-1; Inhaltsverzeichnis. d-nb.info; Inhaltstext d-nb.de